# Vigy
Vigy là một xã trong vùng Grand Est, thuộc tỉnh Moselle, quận Metz-Campagne, tổng Vigy. Tọa độ địa lý của xã là 49° 12' vĩ độ bắc, 06° 17' kinh độ đông. Vigy nằm trên độ cao trung bình là 300 mét trên mực nước biển, có điểm thấp nhất là 213 mét và điểm cao nhất là 324 mét. Xã có diện tích 17,07 km², dân số vào thời điểm 1999 là 1278 người; mật độ dân số là 74 người/km². Vigy nằm khoảng 15 km về phía đông của Metz.

## Thông tin nhân khẩu

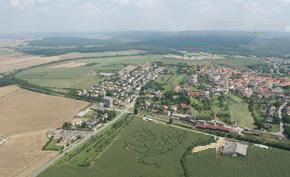
Vigy

| 1962 | 1968 | 1975 | 1982 | 1990 | 1999 |
| ---- | ---- | ---- | ---- | ---- | ---- |
| 766  | 930  | 984  | 1123 | 1172 | 1278 |